# Ola Lindegren
Erik Olof Lindegren, känd som Ola Lindegren, född 24 december 1945 i Göteborgs Kristine församling, död 23 maj 2008 i Stockholm, var en svensk skådespelare och teaterregissör.

## Biografi
1968 gick Ola Lindegren ut Scenskolan i Malmö och fick omedelbart anställning på Göteborgs stadsteater där han stannade i femton år. I början av 1970-talet startade han Stadsteaterns skolteater på Stenhammarsalen tillsammans med Tomas von Brömssen, föregångare till Backa teater. Tillsammans skrev de ungdomspjäsen Rycket 1975 som spelades på många teatrar runt om i Sverige och 1977 regisserade de William Shakespeares Hamlet på stora scenen. 1981 spelade han titelrollen i Ralf Långbackas iscensättning av Shakespeares Troilos och Kressida. 1982 skrev han Oket tillsammans med Roland Janson. 1984 kom han till Stockholms stadsteater vars fasta ensemble han tillhörde till sin död. Han medverkade bland annat i August Strindbergs Svarta fanor 2001 i regi av den tyske regissören Frank Castorf och John Millington Synges Hjälten 2004 i regi av Tommy Berggren. 
Ola Lindegren efterlämnade TV-producenten Annika de Ruvo, samt tre barn.

## Teater

### Roller, ej komplett
| År   | Roll                | Produktion                                       | Regi           | Teater                 |
| ---- | ------------------- | ------------------------------------------------ | -------------- | ---------------------- |
| 1984 | Johan Fleming,sonen | Daniel Hjort Josef Julius Wecksell               | Jan Håkanson   | Stockholms stadsteater |
| 1985 | Den rödhårige       | Herr Puntila och hans dräng Matti Bertolt Brecht | Fred Hjelm     | Stockholms stadsteater |
| 1985 | Ed Reiss            | Arnold Harvey Fierstein                          | Jan Maagaard   | Stockholms stadsteater |
| 1986 | Höfling             | Parken Botho Strauss                             | Jan Maagaard   | Stockholms stadsteater |
| 1987 | Oronte              | Misantropen Molière                              | Jonas Cornell  | Stockholms stadsteater |
| 1992 | Lennox              | Macbeth William Shakespeare                      | Ralf Långbacka | Stockholms stadsteater |
| 2008 | Molvik              | Vildanden Henrik Ibsen                           | Tommy Berggren | Stockholms stadsteater |